# Tyler County (Texas)
 For alternative betydninger, se Tyler County. (Se også artikler, som begynder med Tyler County)
Tyler County er en county i den amerikanske delstat Texas. Den ligger i de østlige dele af delstaten. Den grænser mod Angelina County i nord, Jasper County i øst, Hardin County i syd og mod Polk County i vest.
Tyler Countys totale areal er 2.423 km² hvoraf 33 km² er vand. I år 2000 havde amtet 20.871 indbyggere og administrationscenteret ligger i byen Woodville. Amtet er blevet opkaldt efter John Tyler, USAs tiende præsident.
30°46′N 94°23′V / 30.77°N 94.38°V